# Wolf’s Lair Abyss
Wolf’s Lair Abyss ist eine EP der norwegischen Metal-Band Mayhem und der erste Teil des Konzeptalbums Grand Declaration of War.

## Hintergrund
Die EP ist die erste Veröffentlichung Mayhems mit ihrem damals neuen Gitarristen Blasphemer und ohne den 1993 vom Bassisten Varg Vikernes, der auf De Mysteriis Dom Sathanas zu hören ist, ermordeten Gitarristen Euronymous. Außerdem ist Maniac zum ersten Mal seit der ersten EP Deathcrush wieder Sänger der Band. Die Band bezeichnet die EP als Neuanfang nach dem Tod von Euronymous, Wolf's Lair Abyss sei der erste Teil eines Gesamtkonzeptes, das mit Grand Declaration of War fortgesetzt wurde.
Die Aufnahmen stellten sich als schwierig heraus. Sie mussten nach den ersten beiden Stücken The Vortex Void of Inhumanity und I Am Thy Labyrinth zunächst beendet werden, weil die Lieder Blasphemer nicht schnell genug gespielt waren und Symbols of Bloodswords noch nicht fertig geschrieben war. Schlagzeuger Hellhammer reiste zunächst nach Deutschland, um dort an Aufnahmen mit Covenant teilzunehmen. Nach seiner Rückkehr wurde Ancient Skin aufgenommen und schließlich die beiden noch fehlenden Stücke. Produziert wurde die EP von Kristoffer „Garm“ Rygg, dem Kopf der Band Ulver.

## Titelliste
1. The Vortex Void of Inhumanity – 2:21
2. I Am Thy Labyrinth – 5:26
3. Fall of Seraphs – 6:02
4. Ancient Skin – 5:28
5. Symbols of Bloodswords – 5:24

## Stil und Texte
Wolf’s Lair Abyss stellt stilistisch eine Abkehr vom klassischen Black Metal dar, an dem die Band sich erst wieder teilweise auf dem 2008 veröffentlichten Album Ordo Ad Chao orientierte; die Musik „kann einfach nicht mit anderen Bands dieses Genres verglichen werden, aber auch nicht mit den anderen Werken Mayhems (am wenigsten mit "Grand Declaration Of War").“ Die Musik wurde von Blasphemer, die Texte von Maniac geschrieben. Diese sind okkultistisch und antichristlich geprägt und behandeln dunkle Elemente. Wolf’s Lair Abyss experimentiert mit elektronischen Klängen und Schlagzeugspuren, die in dieser Art schon im von Conrad Schnitzler komponierten Intro Silvester Anfang der Deathcrush-EP zu hören waren. Das Intro The Vortex Void of Inhumanity „besteht aus einerseits einigen Fanfaren-Lauten, anderseits aus kosmischen Klängen, die gegen Ende mit klaren Vocals und danach rauen Vocals begleitet werden.“ Maniac wiederholt hier mehrmals den Satz: „Militant men in peaceful times attack themselves“.
Maniacs Gesangsstil unterscheidet sich erheblich von dem auf der Deathcrush-EP; Lars Christiansen von The Metal Crypt bezeichnet ihn als stellenweise mit dem tibetanischer Mönche vergleichbar, ihm zufolge verleiht er dem Klang zusätzliche Dynamik und der EP eine unheimliche Atmosphäre.
In dem Lied I Am Thy Labyrinth wird die Menschheit als verlassen und dem Sprecher untertan beschrieben, der das Rätsel des ewigen Lebens gelöst hat:

“For what is humanity

If not forlorn

And crawling to my hands

When the moment sings

For I have read the signs

And I have solved the riddle

of eternal life”

„Denn was ist die Menschheit

Wenn nicht verlassen

Und zu meinen Händen kriechend

Wenn der Moment singt

Denn ich habe die Zeichen gelesen

Und ich habe das Rätsel ewigen Lebens gelöst“

Das Lied Fall of Seraphs bezieht sich auf den Sündenfall, der dem Leben einen sauren Geschmack verliehen hat. Das Christentum wird als abstoßend bezeichnet und der Fall der Seraphim proklamiert.
In dem Lied Ancient Skin sieht der Sprecher jenseits der angsterfüllten Gesichter der anderen in die dahinter verborgenen Geister und lebt so die Lüge der Schwachen. Er wendet sich reiner Wut zu und findet sich in einem Abgrund wieder. Nachdem er so die Fülle erlangt hat, sendet er eine Dämonenrasse zur Erde, die über Ewigkeiten von den Menschen verleugnet wurde, und geht über den sterbenden Boden. Gräuel werden zu Schönheiten und Folterinstrumente zu Kunst. Der Sprecher hält sich außerhalb der Städte auf und weint beim Morgengrauen.
Bei Symbols of Bloodswords sind die Sterne im Norden und die Moral der Menschen erloschen. Ein Krieg ist noch auszufechten, nämlich der totale Krieg. Bei Symbols of Bloodswords wird die Geschwindigkeit des Gitarrenspiels hin und wieder gedrosselt, was die Dissonanzen hervorhebt. Das letzte Riff wurde auch als erstes Riff auf Grand Declaration of War verwendet.

## Rezeption
Die EP wurde von Fans der ersten Werke oft kritisiert; ein Mitglied der Band Negator kritisierte, die Band habe mit Wolf’s Lair Abyss „versucht, sich selbst zu kopieren – hat nicht geklappt. Danach war es vorbei.“ A von Armagedda hörte nach Wolf’s Lair Abyss auf, Mayhem zu hören. Wolf-Rüdiger Mühlmann vom Rock Hard charakterisiert die EP als „[e]klig, evil, voller zerreißender Spannung, meist in hoher Geschwindigkeit mit kernig-simplen Riffs und klatschfett produziert“. Für wot4N vom Bloodchamber-Webzine stand die EP „dem alten Material in nichts nach. Es war zwar schick nur die alten Mayhem zu mögen aber für mich stand das nie zur Debatte. „WLA“ und auch „Mediolanum Capta Est“ boten trotz oder vielleicht gerade wegen der Umstände die die Band begleiteten zutiefst bösartige Musik.“ Für ploetzinho vom Metalglory Magazine ist Wolf’s Lair Abyss „einfach das Album der Norweger schlechthin […], da die rohe Brutalität, Aggressivität und Stärke der 4 Ausgeburten der Hölle einfach nur überzeugen können“.